# أم بي جي 123
الترميز mpg123 من البرمجيات الحرة متعدد المنصات و يعتبر واجهة سطر الأوامر و مشغل MPEG و مكتبة، مكتبة libmpg123 سريعة في فك الملفات الصوتية MPEG. وكما يوحي اسمها، يدعم MPEG-1 و MPEG-2، والطبقات 1، 2، و 3. و استخدامه الأكثر شيوعا هو لتشغيل ملفات MP3.
الترميز mpg123 مكتوبة بالاسمبلي بخط اليد والتي تستخدم تعليمات سيمدSIMD لأداء جزء IDCT من MPEG فك أسرع من أي مشغل MP3. وهذا يجعله الأكثر كفاءة في استخدام الموارد .
يستخدم libmpg123 بواسطة XMMS لتشغيل MP3، ويمكن أن تستخدم أيضا في برنامج Winamp من خلال استخدام الإضافات.

## تاريخ
آخر إصدارة مستقرة هي (0.59r) و الذي اصدرها الكتاب الأصلي، Michael Hipp وOliver Fromme ، بتاريخ 19 يونيو 1999، تحت رخصة غير-التجاري، ترخيص-غير-مشتق للبرمجيات الاحتكارية، على الرغم من أن شفرة المصدر متاح.
التطوير الرسمي لمرمز mpg123 ومكتبته، mpglib، توقفت لعدة سنوات، كما ظهرت بعض الثغرات الأمنية الخطيرة، وقد قدمت ترقعات من مطوري الطرف الثالث وهم دبيان و لينكس جنتو، فضلا عن مجمع فري بي اس دي.
في عام 2006، صعدت على الساحة مبرمج جديد، وقد اعاد العمل من أجل الإفراج عن حزمة الترميز mpg123 الرسمي الجديد كليا تحت LGPL. نهاية عام 2007، وبعد عدة إصدارات في سلسلة 0.6.x التي شملت كافة الإصلاحات الأمنية المعروفة، أطلق سراح الإصدار 1.0 تحت LGPL V2.1، مع libmpg123 وصفت كبديل كامل المواصفات لmpglib.